# Shed My Skin
Shed My Skin è un EP del gruppo symphonic metal olandese Within Temptation, pubblicato il 25 giugno 2021 dall'etichetta Force Music Recordings in collaborazione con il gruppo tedesco post-hardcore Annisokay.

## Pubblicazione
I primi snippet della traccia principale sono stati pubblicati sui canali social del gruppo il 31 maggio 2021, in concomitanza con la presentazione di The Aftermath, un concerto in realtà virtuale, e poi il 23 giugno, in concomitanza con l'annuncio della data di uscita del nuovo EP.
L'EP è stato pubblicato il 23 giugno 2021 nei soli formati streaming e digitale, includendo anche le tracce principali dei due singoli precedenti, Entertain You, pubblicato nell'aprile 2020, e The Purge, pubblicato nel novembre 2020, oltre che le versioni strumentali dei tre brani. Nello stesso giorno sul canale ufficiale YouTube del gruppo olandese è stato pubblicato un visualizer con la copertina dell'EP.

## Descrizione
Secondo la frontwoman del gruppo nonché autrice del brano insieme a Robert Westerholt e Daniel Gibson Sharon den Adel il testo del brano è incentrato "sull'affrontare gli inevitabili cambiamenti nella propria vita", come può essere la perdita di una persona cara o l'allontanamento da un amico. Fulcro del brano è la necessità di cambiare per poter crescere e migliorare, per poter "vivere davvero".

## Tracce
Testi e musiche di Daniel Gibson, Robert Westerholt e Sharon den Adel.
1. Shed My Skin (feat. Annisokay) – 4:30
2. The Purge – 4:16
3. Entertain You – 3:31
4. Shed My Skin (versione strumentale) – 4:30
5. The Purge (versione strumentale) – 4:21
6. Entertain You (versione strumentale) – 3:31

## Formazione
- Sharon den Adel - voce
- Cristoph Wieczorek - voce (1ª traccia)
- Rudi Schwarzer - voce (1ª traccia)
- Daniel Gibson - voce (3ª traccia), produzione
- Mike Coolen - batteria
- Jeroen van Veen - basso elettrico
- Ruud Jolie - chitarra elettrica
- Stefan Helleblad - chitarra elettrica
- Martijn Spierenburg - tastiera elettronica
- Zakk Cervini - missaggio
- Ted Jensen - mastering
- Martijn Swier - management
- Mathijs Tieken - produzione